# クレモナ・サーキット
クレモナ・サーキット（英: Cremona Circuit）は、イタリア共和国ロンバルディア州のサン・マルティーノ・デル・ラーゴにあるサーキット。2011年開業当初から2015年まではチルクーイト・ディ・サン・マルティーノ・デル・ラーゴ（Circuito di San Martino del Lago）という名称であった。
スーパーバイク世界選手権（WSBK）の一戦として2024年より開催されている。